# Пек, Рауль
Рауль Пек (фр. Raoul Peck; род. в 1953) — гаитянский кинорежиссёр, сценарист, журналист и общественный деятель. Министр культуры (в 1995 году).

## Биография
В восьмилетнем возрасте с семьёй (включая двух младших братьев) бежал от диктатуры Дювалье на Гаити к отцу в Киншасу, Демократическая Республика Конго. Образование получал в школах Киншасы, Бруклина (США) и Орлеана (Франция), затем учился на инженера и экономиста в Берлинском университете имени Гумбольдта. Год проработал таксистом в Нью-Йорке, затем был журналистом и фотографом. Закончил Немецкую академию кино и телевидения в Западном Берлине (1988), основал телекомпанию Velvet Film (1986). Внимание публики завоевал его биографический фильм о борце за независимость и премьер-министре Конго Патрисе Лумумбе (2000).

## Фильмография
- 1988 — Гаитянский угол / Haitian Corner
- 1993 — Человек у берега / L'homme sur les quais
- 1994 — Диалог со смертью / Desounen: Dialogue with Death
- 1997 — Документ Икс / Documenta X - Die Filme
- 1998 — Утонувшие тела / Corps plonges (ТВ)
- 2000 — Лумумба / Lumumba
- 2001 — Выгода и ничего больше! Или неучтивые мысли о классовой борьбе / Profit & Nothing But! Or Impolite Thoughts on the Class Struggle
- 2005 — Однажды в апреле / Sometimes in April (ТВ)
- 2006 — Дело семьи Вильмен / L'affaire Villemin (ТВ)
- 2009 — Школа власти / L'ecole du pouvoir (ТВ)
- 2009 — Тропический молох / Moloch Tropical (ТВ)
- 2013 — Роковая помощь / Assistance mortelle
- 2014 — Убийство в Пакот / Meurtre à Pacot
- 2016 — Я вам не негр / I Am Not Your Negro
- 2017 — Молодой Карл Маркс / Le jeune Karl Marx
- 2021 — Уничтожьте этих зверей / Exterminate All the Brutes  (ТВ док. мини-сериал, Франция, США (4 сер.))